# جامع خان بيك
جامع خان بيك هو مسجد يقع في باختشيساراي في شبه جزيرة القرم، وهو واحد من أكبر المساجد في شبه جزيرة القرم ومن المباني الأولى في قصر خان. تم بناء المسجد عام 1532 على يد صاحب جيراي الأول وحمل اسمه في القرن السابع عشر.

## التاريخ
يتكون المسجد من قاعة للصلاة من ثلاثة ممرات مربعة ومغطاة بسقف مفصل وأروقة تواجه الشرق والغرب. ويحتوي على مئذنتين مثمنتين متناظرتين ترتفع من خلال الرواق. يتم ربط محل الوضوء المقبب ذي الشكل المربع بالركن الشمالي الشرقي من المسجد. يحتوي المسجد على مدرسة بناها خان أرسلان جيراي في عام 1750. مدخل المسجد من بوابة تواجه الشمال. يعتقد العلماء بأن المسجد كان في الأصل مسقوفًا بقباب من مختلف الأحجام.
في عام 1736 تعرض المسجد لأضرار بسبب الحريق وتم ترميمه فيما بعد في عهد خان سلاميتا جيراي.